# Rok eucharistie
Rok eucharistie je název liturgického roku od října 2004 do října 2005, který slavili katolíci na celém světě. Dne 10. června 2004 papež Jan Pavel II. oznámil zasvěcení celého roku Nejsvětější svátosti a vyzval celou církev k rozjímání o eucharistii.

## Zahájení roku
Papež Jan Pavel II. uvedl, že tato myšlenka vznikla na základě plánovaných událostí, které se měly konat v následujícím liturgickém roce. Mezinárodní eucharistický kongres byl naplánován na období od 10. října 2004 do 17. října 2004 a měl zahájit Rok eucharistie. Rok by uzavřelo řádné shromáždění biskupské synody, které by se konalo od 2. října 2005 do 29. října 2005.
Prohlásil, že při rozhodování o zasvěcení bral v úvahu i Světový den mládeže 2005. Řekl: „Chtěl bych, aby se mladí lidé shromáždili kolem eucharistie jako životně důležitého zdroje, který živí jejich víru a entuziasmus.“
Konkrétní způsob slavení roku byl ponechán na místních církvích. Papež Jan Pavel II. však nabídl několik základních pokynů. Návrhy předložila také Kongregace pro bohoslužbu a svátosti. Ve Spojených státech mnoho diecézí povzbudilo místní farnosti k pořádání slavností, ke zkoumání postavení eucharistie v životě farnosti, k podpoře eucharistické adorace mimo mši svatou a k hodnocení způsobu, jakým je eucharistická adorace na místní úrovni vedena. Mnozí biskupové si našli čas, aby povzbudili své místní farnosti k zavedení čtyřicetihodinové adorace.

## CíleRoku eucharistie
Papež Jan Pavel II. předložil církvi několik návrhů, jak pomoci věřícím využít Rok eucharistie. Vyzval katolíky, aby chápali eucharistii jako „naléhavou výzvu ke svědectví a evangelizaci“, která poskytuje potřebnou sílu k plnění „úkolu“ daného na konci každé mše svaté šířit evangelium. Jan Pavel II. také žádal o závazek „kultury eucharistie“, tj. závazek vydávat svědectví o skutečné Boží přítomnosti ve světě.
Další úvaha, kterou nabídl papež Jan Pavel II., se týká významu slova eucharistie: Díkůčinění. Jan Pavel II. řekl: „V Ježíši, v jeho oběti, v jeho bezpodmínečném ,anoʻ Otcově vůli, je obsaženo ,anoʻ, ,díkyʻ a ,amenʻ celého lidstva.“ Požádal o snahu vzdávat Bohu díky, kterou nazval „,eucharistickýmʻ postojem“.

## Významné události
Arcibiskup Alfred C. Hughes z arcidiecéze New Orleans mezi mnoha úvahami publikovanými na počest tohoto roku napsal: „Na této straně nebes nelze zažít podstatnější a intenzivnější společenství s Kristovou přítomností než v eucharistii.“ V tomto roce také 2. dubna 2005 zemřel papež Jan Pavel II. (ten, který ustanovil samotný rok) a následně 19. dubna 2005 byl zvolen papežem Benedikt XVI.
V bazilice Národní svatyně Neposkvrněného početí ve Washingtonu se 25. září 2004 konal eucharistický kongres, homilii pronesl kardinál Francis Arinze, prefekt Kongregace pro bohoslužbu, závěrečné mše se zúčastnilo 3 000 katolíků.